# Hans Hermann Steffens
Hans Hermann Steffens (* 8. November 1911 in Altona; †  19. Januar 2004 in Gordes (Südfrankreich)) war ein deutscher Maler und Grafiker.

## Leben
Nach einer prägenden Begegnung mit Eduard Bargheer 1927 und einem Studium an der Pädagogischen Akademie Altona von 1930 bis 1932 wandte er sich den Bildenden Künsten zu und studierte zwischen 1935 und 1938 an der Kunstakademie Königsberg bei Heinrich Wolff und Alfred Partikel sowie an der Hochschule für Bildende Künste bei Alexander Kanoldt. 1940 wurde er zum Kriegsdienst im Zweiten Weltkrieg eingezogen, nahm am Russlandfeldzug teil und geriet in Gefangenschaft, die für ihn erst 1948 enden sollte.
1948 bekam er einen Lehrauftrag an der Kunstgewerbeschule Burg Giebichenstein (seit 1990 Burg Giebichenstein Hochschule für Kunst und Design Halle), kehrte aber 1949 nach Hamburg zurück. Von 1950 bis 1957 hielt er sich bevorzugt in Frankreich auf. Während eines Aufenthalts in Paris traf er die international bekannte Galeristin Denise René, später die Galeristen Jean Louis Roque und Jacques Rouland. Bei seinen Frankreichaufenthalten kam er auch mit den Malern Jean-Jacques Deyrolle, Jean  Dewasne und Auguste Herbin sowie 1970 mit dem Maler Siegfried Klapper zusammen.
1958 hatte er die Provence zu seiner Wahlheimat gemacht. Dennoch war Steffens umtriebig: 1956 bis 1959 Reisen nach Holland, 1966 Aufenthalt in Spanien, wo er die romanische Malerei für sich entdeckte, und 1978 war er in Venedig. 
Als ordentliches Mitglied des Deutschen Künstlerbundes nahm Hans Hermann Steffens zwischen 1953 und 1978 an insgesamt elf großen DKB-Jahresausstellungen teil. Die Freie und Hansestadt Hamburg zeichnete ihn 1973 zusammen mit Volker Meier mit dem Edwin-Scharff-Preis aus, und er wurde Mitglied der Freien Akademie der Künste in Hamburg. 
Er malte eher kleinformatige Bilder in Öl und Acryl und schuf eine Vielzahl von Aquarellen, Collagen und Druckgrafiken. 
Eine schwere Gürtelrose (Herpes Zoster) im Gesicht, die er 1986 erleiden musste,  machte zumindest vorübergehend ein Arbeiten unmöglich. Hans Hermann Steffens starb 2004 mit 92 Jahren in Gordes.

## Ausstellungen (Auswahl)
- 1958 Märkisches Museum, Witten/Ruhr
- 1962 Deutsches Kulturinstitut, Stockholm
- 1968 Kunsthaus Hamburg
- 1977 Galerie Noella Gest, St. Rémy de Provence (auch 1979, 1983)
- 1978 Musée des Beaux-Arts de Brest
- 1980 Galerie Cance Manguin, Ménerbes (auch 1985)
- 1981 Galerie Jean-Louis Roque, Paris
- 1986 Freie Akademie der Künste in Hamburg
- 1986 Galerie Vömel, Düsseldorf (auch 1987, 1997, 2004)
- 1991 Musée Bibliothèque Pierre André Benoit, Alès
- 1994 Galerie Lambert-Rouland (auch 1997, 1999, 2000, 2002)
- 2001 Galerie Ohse, Bremen
- 2003 Landesmuseum im Schloss Oldenburg in Oldenburg/Niedersachsen
- 2003 Stiftung Schleswig-Holsteinische Landesmuseen, Schloss Gottorf, Schleswig
- 2008 Galerie Pascal Lainē
- 2012 Gerhard Fietz-Haus, Bleckede-Göddingen